# Тайгет
Тайгет (грец. Ταΰγετος) — гірський хребет в Греції, на півдні півострова Пелопоннес. Довжина близько 75 км, висота до 2 404 м (вершина Айос-Іліас).
Складений переважно вапняками і кристалічними сланцями. Зубчасті вершини, круті, переважно скидні схили. Розвинені карстові процеси. На нижніх частинам схилів — фриганно, маквіс, вище — ліси з каштана, дуба, піхти і остеповані гірські луки. Схили найвищих вершин кілька місяців впродовж року покриті снігом. Біля східного підніжжя Тайгету було засновано давньогрецький поліс Спарта та сучасне місто Спарта.

## Історія
Схили Тайгета були заселені, принаймні, з часів Ахейської Греції. Тайгет був природним механізмом захисту Спарти. Вершини і ущелини гори служили притулком біженцям і базою для нападу на дорійців Лакедемонія та Мессенії. Оповідання Геродота про те, як біженці-мінійці розпалювали табірні багаття на схилах Тайгета, можна вважати типовим описом партизанських воєн того часу. В епоху варварських навал Тайгет служив притулком для корінного населення. Численні села на його схилах були засновані саме в цей період..
З гірських порід на Тайгеті видобували мармур, точильний камінь, смарагд.
Вважається, що у стародавній Спарті існував звичай вбивати новонароджених дітей, кидаючи їх у Апофети (дав.-гр. Ἀποθέται «місце відмови» — ущелина в горах Тайгет), у разі, якщо у них були якісь фізичні недоліки, однак, згідно з даними сучасної археології, це не відповідає істині. Згідно з дослідженнями антропологів у розщелину Кеада скидали дорослих чоловіків.
Тайгет називається одним із місць, де до середини II тисячоліття зберігалися в неасимільованому вигляді слов'янські племена, предки яких заселили Пелопоннес у ранньовізантійський час.